# Lesueurina platycephala
Lesueurina platycephala és una espècie de peix de la família dels leptoscòpids i l'única del gènere Lesueurina.

## Etimologia
Lesueurina fa referència a la figura de Charles Alexandre Lesueur, un pintor que va viatjar amb les expedicions científiques de Nicolas Baudin (1800-1803) a bord dels vaixells Le Géographe i Le Naturaliste.

## Descripció
El cos, aplanat i deprimit a la zona anterior, fa 11 cm de llargària màxima i presenta una coloració similar a la de la sorra per passar desapercebut. Cap espina i 32-36 radis tous a l'única aleta dorsal i cap espina i 36-37 radis tous a l'anal. 17-21 radis tous a les pectorals i 1 espina i 5 radis tous a les pelvianes. 10 radis tous a l'aleta caudal. Línia lateral no interrompuda i amb 46-49 escates. Les escates cobreixen la major part del cap, però són absents a la base de les pectorals. Cap deprimit. Ulls molt junts a la part superior del cap. Boca gran, dirigida lleugerament cap amunt quan és tancada i vorejada d'apèndixs mòbils per evitar l'entrada de sorra quan hi és colgat. La mandíbula inferior depassa lleugerament la superior.

## Reproducció
La fecundació és externa.

## Alimentació
Menja peixets, crustacis i cucs i el seu nivell tròfic és de 3.

## Hàbitat i distribució geogràfica
És un peix marí, demersal (entre 0 i 20 m de fondària) i de clima subtropical, el qual viu a la conca Indo-Pacífica: és un endemisme dels rompents de les platges sorrenques de badies i estuaris del sud d'Austràlia (des d'Austràlia Occidental fins a Austràlia Meridional, Victòria, Nova Gal·les del Sud, Tasmània i Queensland, incloent-hi la Gran Badia Australiana i l'estret de Bass).

## Observacions
És inofensiu per als humans, el seu índex de vulnerabilitat és baix (10 de 100) i s'enterra a la sorra per amagar-se dels seus depredadors i sorprendre les seues preses (només deixa els ulls al descobert).